# جیم کوپ
جیم کوپ (انگلیسی: Jim Coop; ۱۷ سپتامبر ۱۹۲۷ – مارس ۱۹۹۶ (aged 68)) بازیکن فوتبال اهل بریتانیا بود.
از باشگاه‌هایی که در آن بازی کرده‌است می‌توان به باشگاه فوتبال یورک سیتی و باشگاه فوتبال شفیلد یونایتد اشاره کرد.